# Lima (Ohio)
Pour les articles homonymes, voir Lima (homonymie).
Lima (en anglais [ˈlaɪmə]) est une ville de l'État de l'Ohio, aux États-Unis. Elle est le siège du comté de Allen.

## Histoire
Dans les années qui suivirent la Révolution américaine, le peuple Chaouanon (Shawnee) fut le principale occupant du centre-ouest de l'Ohio. Après le Traité de Greenville en 1794 le nombre et la présence des indigènes se sont accrue. En 1817, les États-Unis créèrent la réserve de Hog Creek pour le peuple Shawnee, couvrant les actuels comtés d'Allen et d'Auglaize, et incluant une partie de Lima.
La création de la réserve de Hog Creek a libéré des terres au profit de la colonisation américaine, et en février 1820, l'Assemblée générale de l'Ohio créé officiellement  le comté d'Allen. En 1831, les  Chaouanons ont été contraints de céder le restant de leurs terres de l'Ohio aux États-Unis et ont été relocalisés au Kansas, ouvrant ainsi tout le comté à la colonisation[réf. souhaitée]. L'Assemblée générale de l'Ohio a demandé à ce que un siège soit assigné au comté d'Allen et « Lima » fut choisi.
Lima doit son nom à Lima, la capitale du Pérou. Le nom aurait été choisi en clin d'œil à la capitale car au cours des années 1800, Lima (Pérou) était une source majeure de quinine, un médicament antipaludique qui été très utilisé dans la région, et précisément dans les Grand Marais Noir.

## Géographie
Selon le Bureau du recensement des États-Unis, la ville a une superficie totale de 35,74 kilomètres carrés (13,8 mi2) , dont 35,15 kilomètres carrés (13,57 mi2) de terre et 0,60 kilomètres carrés (0,23 mi2) d'eau.
La rivière Ottawa traverse la ville. Les habitants l'appellent parfois « Hawg Creek ». Ce nom évoque un nom local traditionnel utilisé par la communauté Chaouanon de Hog Creek, avant l'exode du peuple amérindien en 1831.

### Climat
Lima a un climat continental humide (Köppen : Dfa) où il y a 4 saisons distinctes.
| Mois                              | jan. | fév. | mars | avril | mai  | juin | jui. | août | sep. | oct. | nov. | déc. | année |
| --------------------------------- | ---- | ---- | ---- | ----- | ---- | ---- | ---- | ---- | ---- | ---- | ---- | ---- | ----- |
| Température minimale moyenne (°C) | −7,4 | −6,3 | −1,9 | 3,8   | 10,1 | 15,4 | 17,3 | 16,5 | 12,6 | 6,5  | 0,6  | −4,2 | 5,2   |
| Température moyenne (°C)          | −3,3 | −1,7 | 3,4  | 9,9   | 16   | 21,2 | 23   | 22,2 | 18,7 | 12,2 | 5,3  | −0,3 | 10,6  |
| Température maximale moyenne (°C) | 0,9  | 2,9  | 8,7  | 16    | 21,9 | 26,9 | 28,7 | 27,8 | 24,8 | 17,8 | 10   | 3,6  | 15,8  |
| Record de froid (°C)              | −29  | −27  | −22  | −13   | −4   | 1    | 6    | 2    | −3   | −8   | −19  | −27  | −29   |
| Record de chaleur (°C)            | 25   | 22   | 30   | 32    | 35   | 39   | 43   | 39   | 38   | 34   | 27   | 21   | 43    |
| Précipitations (mm)               | 72   | 64   | 77   | 101   | 111  | 109  | 111  | 97   | 81   | 74   | 80   | 69   | 1 046 |
| dont neige (cm)                   | 15   | 13   | 7,1  | 0,25  | 0    | 0    | 0    | 0    | 0    | 0    | 1    | 10   | 46,35 |
| Nombre de jours avec neige        | 3,2  | 2,9  | 1    | 0,1   | 0    | 0    | 0    | 0    | 0    | 0    | 0,5  | 1,8  | 9,5   |

| Diagramme climatique                                  |           |           |          |             |             |             |            |            |           |         |           |
| J                                                     | F         | M         | A        | M           | J           | J           | A          | S          | O         | N       | D         |
| 0,9−7,472                                             | 2,9−6,364 | 8,7−1,977 | 163,8101 | 21,910,1111 | 26,915,4109 | 28,717,3111 | 27,816,597 | 24,812,681 | 17,86,574 | 100,680 | 3,6−4,269 |
| Moyennes : • Temp. maxi et mini °C • Précipitation mm |           |           |          |             |             |             |            |            |           |         |           |

## Transports
Lima est desservie par un aéroport civil (code AITA : LIA) et le Allen County Airport (code AITA : AOH).

## Démographie
Lima était peuplée, lors du recensement de 2000, de 40 081 habitants et, lors du recensement de 2010, de 38 771 habitants.

## Économie
La ville abrite le Joint Systems Manufacturing Center de General Dynamics, connu auparavant comme le Lima Tank Depot ; l'une des principales usines d'assemblage de char de combat des États-Unis. Employant jusqu’à 5 000 personnes, son personnel en septembre 2012 est de 900 personnes et sa fermeture est alors envisagé pour 2018.
De la fin du XIXe siècle aux années 1950, la Lima Locomotive Works fabriquait du matériel ferroviaire dans cette ville.

## Éducation
Lima comprend différent établissements d'enseignement comme l'université privé UNOH, Université d'État de l'Ohio à Lima ou le James A. Rhodes State College.
Les écoles secondaires de Lima comprennent le Lima Senior High School, l'Apollo Career Center, le Lima Central Catholic High School, la Lima Christian Academy et le Temple Christian School.

## Fiction
La série musicale Glee se déroule dans cette ville, dans le lycée fictif de William McKinley High School (WMHS).

## Personnalités nées à Lima
- Walter Baldwin, acteur américain
- Tanner Buchanan, acteur américain
- Bud Collins, journaliste sportif et membre du International Tennis Hall of Fame
- Adrian Cronauer, présentateur de la chaine locale WIMA-TV (actuellement WLIO)
- Phyllis Diller, comédienne et actrice américaine
- Hugh Downs, acteur et producteur américain
- Ryan Drummond, acteur américain
- William Fowler, physicien américain et lauréat du prix Nobel de physique
- Ann Hamilton, artiste américaine
- Joe Henderson, saxophoniste américain
- Hit the Lights, groupe pop punk américain
- Al Jardine, menbre fondateur des Beach Boys
- Marilyn Meseke, Miss America 1938
- Joe Morrison, joueur de football américain
- Chloe Mustaki, joueuse de football irlandaise
- Jon Niese, joueur de base-ball américain
- Maidie Norman, actrice, connue pour son rôle dans Qu'est-il arrivé à Baby Jane ?
- Helen O'Connell, chanteuse et actrice
- Donald Richie, auteur de livres sur le peuple japonais et le cinéma japonais
- Ben Roethlisberger, ancien joueur de football américain
- Al Snow, catcheur
- Thomas L. Sprague, amiral américain
- Belle Squire, suffragiste américaine
- Donald Steiner, biochimiste qui a découvert de la proinsuline

## Jumelage
L'Association des villes jumelées de Lima, créée en 1995, compte actuellement une ville jumelée, désignée par Sister Cities International. Deux autres projets de jumelage sont également en cours.
La ville de Lima est jumelée avec
 Harima (Japon) depuis 1995